# Leanid Karneyenka
Leanid Karneyenka (né le 20 août 1987 à Klimavitchy) est un fondeur biélorusse spécialiste du sprint.
Il fait ses débuts en Coupe du monde lors de la saison 2007. La même année, il profite de conditions difficiles pour s'adjuger la médaille d'argent lors des Championnats du monde à la surprise générale, il est devenu ainsi le premier biélorusse à monter sur un podium des Championnats du monde.

## Palmarès

### Jeux olympiques d'hiver
- Vancouver 2010 : 51e du sprint classique et 63e du 15 km libre.

### Championnats du monde
| Épreuve / Édition                       | Sapporo 2007 | Liberec 2009 |
| Sprint classique                        |              | 40e          |
| Sprint par équipes                      |              | 20e          |
| 10 km                                   |              |              |
| 15 km Classique                         | Argent       |              |
| Poursuite 15 km classique + 15 km libre | DNF          |              |
| 50 km Libre                             |              | DNF          |
| Relais 4 × 10 km                        |              |              |

### Coupe du monde
- Meilleur classement final: 128e en 2009.
- Meilleur résultat: 15e.